# 科柏洛斯槽溝
科柏洛斯槽溝（Cerberus Fossae）是火星上數條狹長的裂隙，寬數百公尺，總長超過一千公里，位於埃律西昂山東南方，曾發生多次大規模的熔岩噴發與洪水釋出，年代屬於年輕的晚亞馬遜紀。
火星有兩座巨大的火山高原，即埃律西昂與塔爾西斯，其巨大的重量使地殼產生眾多放射狀裂隙，科柏洛斯槽溝即是一例。在受壓的狀態下曾多次使地下水釋出爆發洪水，形成河谷，如北段的格瑞奧陶谷（Grjótá Valles）、西南的阿薩巴斯卡谷（Athabasca Valles），還有東方的瑞威谷（Rahway Valles）、馬爾提谷（Marte Vallis）。根據撞擊坑計數，阿薩巴斯卡峽谷年齡約2百萬至3千萬年，可說是火星上最年輕的外流水道（outflow channel，指洪水刻畫出的乾河谷）。